# Chazey-sur-Ain
Chazey-sur-Ain är en kommun i departementet Ain i regionen Auvergne-Rhône-Alpes i östra Frankrike. Kommunen ligger  i kantonen Lagnieu som ligger i arrondissementet Belley. Kommunens areal är 21,95 km². År 2022 hade Chazey-sur-Ain 1 613 invånare.

## Befolkningsutveckling
Antalet invånare i kommunen Chazey-sur-Ain
Referens: INSEE